# Barkeria spectabilis
Barkeria spectabilis là một loài lan.

## Hình ảnh

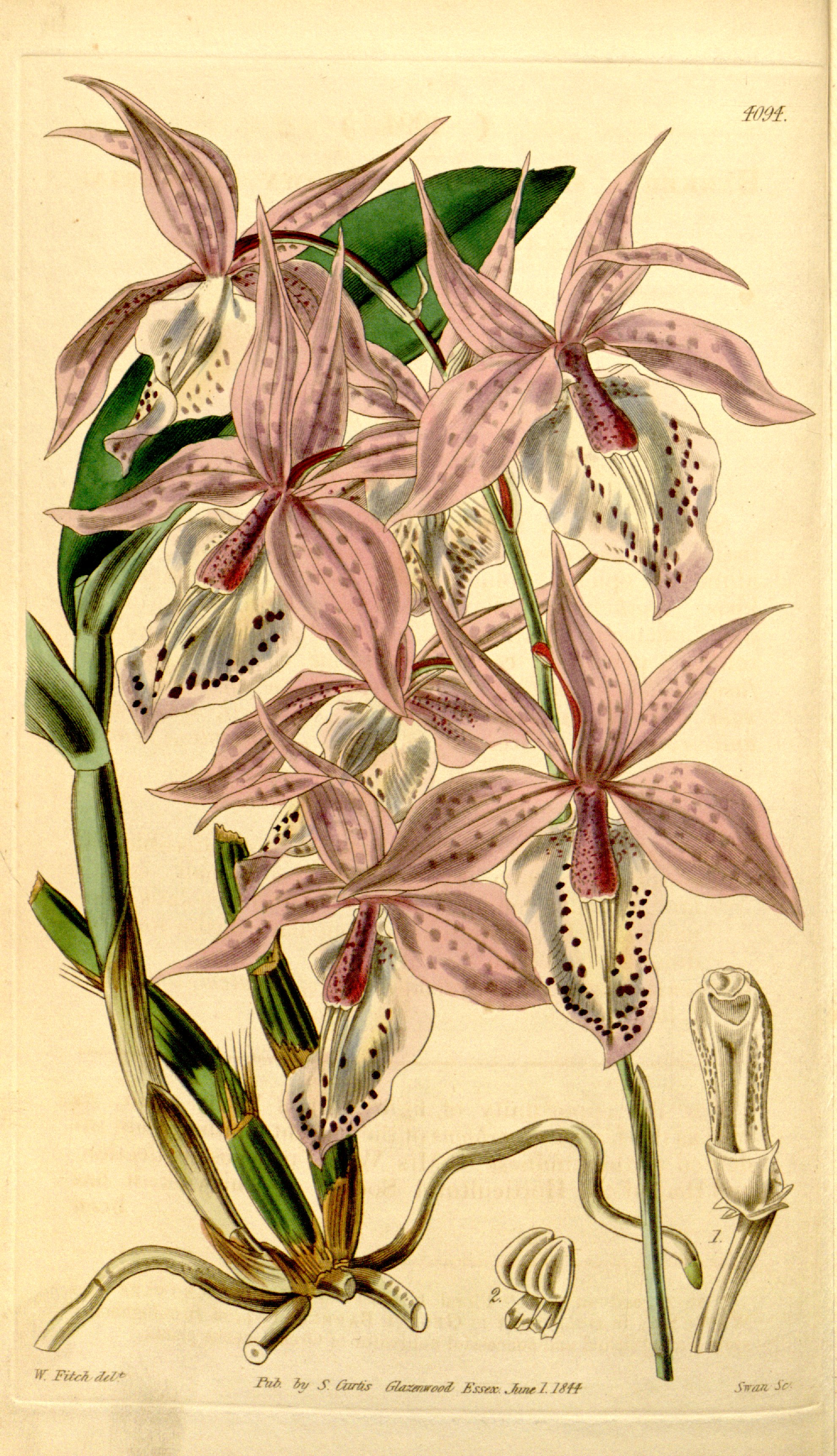
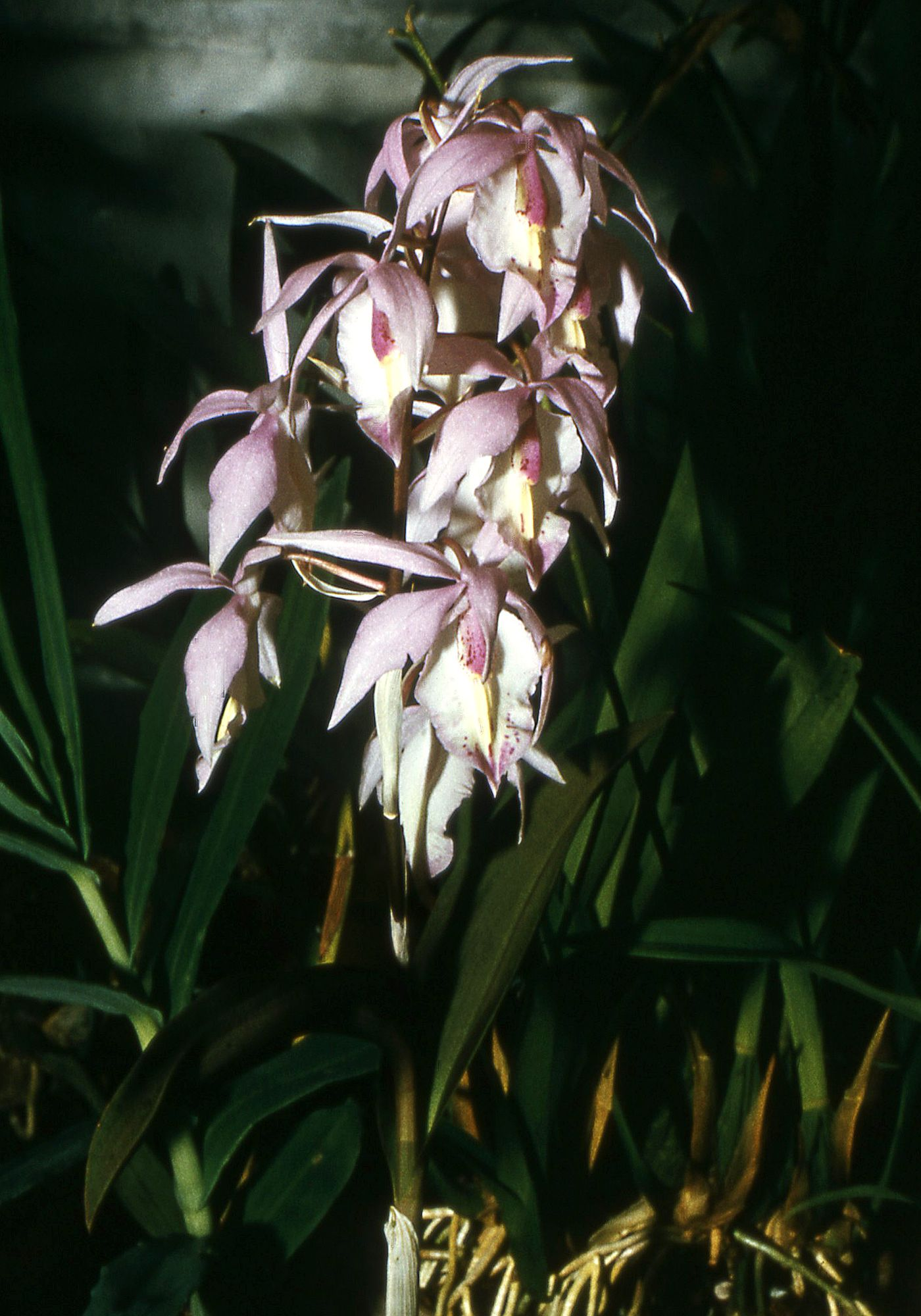
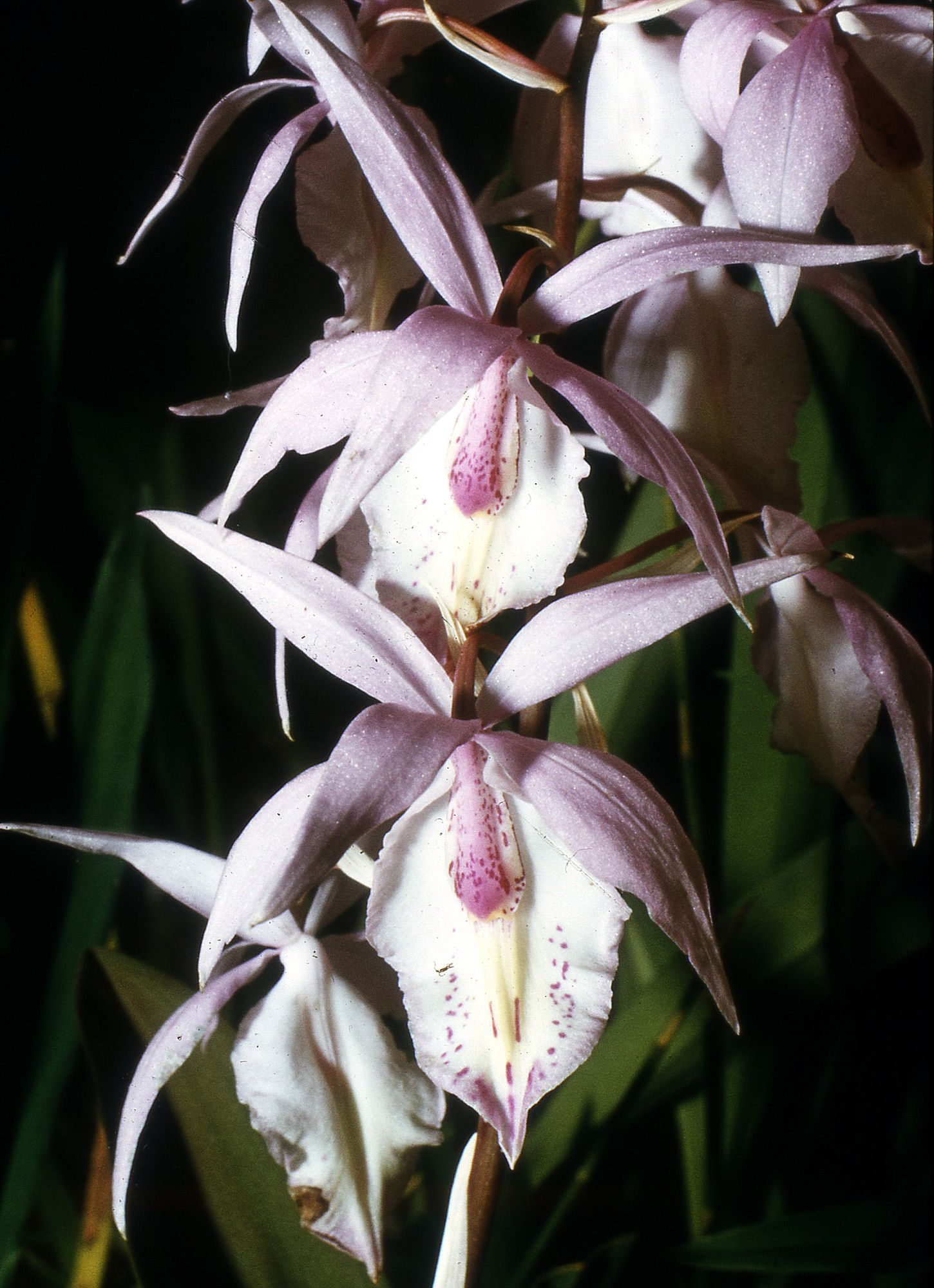